# 골지힘줄반사
골지힘줄반사 (Golgi tendon reflex, inverse stretch reflex, autogenic inhibition, tendon reflex) 또는 골지건반사 또는 힘줄방추반사 또는 건방추반사는 근육의 골지건기관(GTO)을 자극하는 근육긴장으로 인해 발생하는 근육에 대한 억제효과이며, 스스로 유도된 것이다. 반사활(reflex arc, 반사궁)은 근육과 힘줄에 과도한 긴장을 방지하는 부정적인 피드백 메커니즘이다. 긴장이 극단적일 때 억제 효과가 너무 커서 근육의 알파 운동 뉴런에 대한 흥분 효과를 극복하여 근육이 갑자기 이완될 수 있다. 이 반사는 뻗침반사(stretch reflex, 신장반사)와 반대이기 때문에 역늘임반사(inverse myotatic reflex, 역신장반사)라고도 한다.

## 같이 보기
- 골지힘줄기관
- 근방추
- 알파 운동 신경세포
- 반사 (생리학)
- 원시반사